# 高野版
高野版（こうやばん）とは、中世から近世にかけて紀伊国高野山にある金剛峯寺およびその門流寺院で出された出版物のこと。鎌倉時代・室町時代に出された仏教書に限定する場合もある。

## 概要
奈良・京都との交通が盛んであった高野山は当初は同方面から書籍を移入していたが、建仁元年（1201年）に京都の経師・大和屋善七が高野山に移り住んだ頃から、高野山の出版事業が活発化したと言われている。
現存最古のものは建長5年（1253年）刊行の『三教指帰』とされている。この刊行に関わったとされる快賢や金剛峯寺と深い関わりを有した安達泰盛がこの時期の開版者として知られている。折しも、元寇に伴う「敵国降伏」祈念の願経の需要が高まった時期でもあった。こうした事情は文応元年（1260年）から元亨3年（1323年）の間に刊行された4種類の開版目録が現存することから明らかになっている。
当初は春日版に代表される奈良の出版物（南都版）の模倣であったが、南北朝時代に南都版の特徴である厚手の楮紙の入手が困難になると、地場から鳥の子紙などの材料を調達するようになった。その結果、紙質・用墨などの質は低下したものの、一方で表と裏両面の印刷や粘葉装の装丁などが広く用いられるようになり、それが後世知られる高野版独自の特徴を形作った。
江戸時代初期には古活字版が導入され、活字による刊行物も多数刊行された。活字による高野版を特に「活字高野版」と称する。